# Distrito electoral federal 3 de Nuevo León
El III Distrito Electoral Federal de Nuevo León es uno de los 300 Distritos Electorales en los que se encuentra dividido el territorio de México para la elección de diputados federales y uno de los 12 que corresponden al estado de Nuevo León. Su cabecera es la ciudad de General Escobedo y su actual representante es el pesista José Luis García Duque.
El distrito se encuentra en la parte norte de la zona metropolitana de Monterrey y lo forma íntegramente el municipio de General Escobedo. La población que en él habita asciende a los 358 014 habitantes, mientras que el número total de electores es de 285 920. Su extensión es de 207,06 kilómetros cuadros.

## Distritaciones anteriores

### Distritación 1978 - 1996
Con la distritación de 1978, este distrito fue conformado por una fracción del municipio de Monterrey, siendo esa misma ciudad su cabecera. El municipio de General Escobedo que actualmente forma parte de este distrito pertenecía durante estos años al distrito federal 6.

### Distritación 1996 - 2005
Entre 1996 y 2005 el distrito fue formado por el total del municipio de General Escobedo, el norte de San Nicolás de los Garza y el noroeste de Monterrey. Su cabecera era San Nicolás de los Garza. Anterior a esta distritación, el municipio de Escobedo formaba parte del distrito federal 6 y la parte norte de San Nicolás pertenecía al distrito federal 10.

### Distritación 2005 - 2017
En 2005 el distrito fue conformado por la totalidad del municipio de General Escobedo y el noroeste de San Nicolás de los Garza. Su cabecera es, desde entonces, ciudad Escobedo.

### Distritación 2017 - actualidad
Con la redistritación de 2017, el distrito mantuvo la totalidad del municipio de Escobedo, mientras que el noroeste de San Nicolás de los Garza pasó a formar parte del distrito federal 4.

## Diputados por el distrito
| Diputado | Diputado                        | Legislatura                                    | Período                                             | Partido                              |  |
| -------- | ------------------------------- | ---------------------------------------------- | --------------------------------------------------- | ------------------------------------ |  |
|          | Manuel Perfecto del Llano       | I                                              | 8 de octubre de 1857 - 19 de diciembre de 1857      |                                      |  |
|          | Manuel García Rejón             | II                                             | 9 de abril de 1861 - 25 de abril de 1863            |                                      |  |
| III      | Manuel García Rejón             | 20 de octubre de 1863 - 1865                   |                                                     |                                      |  |
|          | Juan C. Doria                   | IV                                             | 8 de diciembre de 1867 - 29 de mayo de 1869         |                                      |  |
|          |                                 | V                                              | 23 de septiembre de 1869 - 31 de abril de 1871      |                                      |  |
|          |                                 | VI                                             | 13 de septiembre de 1871 - 15 de septiembre de 1873 |                                      |  |
|          |                                 | VII                                            | 16 de septiembre de 1873 - 10 de septiembre de 1875 |                                      |  |
|          | Francisco A. Martínez           | VIII                                           | 10 de septiembre de 1875 - 15 de septiembre de 1878 |                                      |  |
|          |                                 | IX                                             | 16 de septiembre de 1878 - 26 de mayo de 1880       |                                      |  |
|          | Modesto Villarreal              | X                                              | 16 de septiembre de 1881 - 15 de septiembre de 1882 |                                      |  |
| XI       | Modesto Villarreal              | 16 de septiembre de 1882 - 31 de mayo de 1884  |                                                     |                                      |  |
|          | Juan de Dios Treviño            | XII                                            | 15 de septiembre de 1884 - 31 de mayo de 1886       |                                      |  |
|          | Manuel Z. Doria                 | XIII                                           | 15 de septiembre de 1886 - 31 de mayo de 1888       |                                      |  |
| XIV      | Manuel Z. Doria                 | 15 de septiembre de 1888 - 31 de mayo de 1890  |                                                     |                                      |  |
| XV       | Manuel Z. Doria                 | 16 de septiembre de 1890 - 31 de mayo de 1892  |                                                     |                                      |  |
| XVI      | Manuel Z. Doria                 | 16 de septiembre de 1892 - 31 de mayo de 1894  |                                                     |                                      |  |
| XVII     | Manuel Z. Doria                 | 16 de septiembre de 1894 - 31 de mayo de 1896  |                                                     |                                      |  |
| XVIII    | Manuel Z. Doria                 | 16 de septiembre de 1896 - 31 de mayo de 1898  |                                                     |                                      |  |
| XIX      | Manuel Z. Doria                 | 16 de septiembre de 1898 - 31 de mayo de 1900  |                                                     |                                      |  |
|          | Lorenzo Sepúlveda               | XX                                             | 16 de septiembre de 1900 - 31 de mayo de 1902       |                                      |  |
| XXI      | Lorenzo Sepúlveda               | 16 de septiembre de 1902 - 31 de mayo de 1904  |                                                     |                                      |  |
| XXII     | Lorenzo Sepúlveda               | 16 de septiembre de 1904 - 31 de mayo de 1906  |                                                     |                                      |  |
|          |                                 | XXIII                                          | 16 de septiembre de 1906 - 16 de junio de 1908      |                                      |  |
|          | Lorenzo Sepúlveda               | XXIV                                           | 16 de septiembre de 1908 - 31 de mayo de 1910       |                                      |  |
|          | Francisco de P. Maldonado       | XXV                                            | 16 de septiembre de 1910 - 31 de mayo de 1912       |                                      |  |
|          | José M. de la Garza             | XXVI                                           | - 1 de octubre de 1913                              |                                      |  |
|          | Luis Ilizaliturri               | CC                                             | 1 de diciembre de 1916 - 31 de enero de 1917        |                                      |  |
|          | Ramón Gámez                     | XXVII                                          | 1 de septiembre de 1917 - 24 de diciembre de 1917   |                                      |  |
|          | Carlos Tamez                    | XXVIII                                         | 1 de septiembre de 1918 - 31 de diciembre de 1919   |                                      |  |
|          | Francisco Garza                 | XXIX                                           | 1 de septiembre de 1920 - 31 de diciembre de 1921   |                                      |  |
| XXX      | Francisco Garza                 | 1 de septiembre de 1922 - 15 de agosto de 1924 |                                                     |                                      |  |
|          | Cruz C. Contreras               | XXXI                                           | 1 de septiembre de 1924 - 31 de agosto de 1926      |                                      |  |
|          | Felizardo C. Villanueva         | XXXII                                          | 1 de septiembre de 1926 - 31 de agosto de 1928      |                                      |  |
|          | Enrique O. Garza                | XXXIII                                         | 1 de septiembre de 1928 - 31 de agosto de 1930      |                                      |  |
|          | Martín Quiroga                  | XXXIV                                          | 1 de septiembre de 1930 - 31 de agosto de 1932      |                                      |  |
|          | Dionisio García Leal            | XXXV                                           | 1 de septiembre de 1932 - 31 de agosto de 1934      |                                      |  |
|          | Eliseo Garza Sáenz              | XXXVI                                          | 1 de septiembre de 1934 - 31 de agosto de 1937      |                                      |  |
|          | Dionisio García Leal            | XXXVII                                         | 1 de septiembre de 1937 - 30 de agosto de 1940      |                                      |  |
|          |                                 | XXXVIII                                        | 1 de septiembre de 1940 - 30 de agosto de 1943      |                                      |  |
|          | Carlos F. Osuna                 | XXXIX                                          | 1 de septiembre de 1943 - 31 de agosto de 1946      |                                      |  |
|          | Santos Cantú Salinas            | XL                                             | 1 de septiembre de 1946 - 31 de agosto de 1949      |                                      |  |
|          | Juan José Hinojosa Hinojosa     | XLI                                            | 1 de septiembre de 1949 - 30 de agosto de 1952      | Partido Acción Nacional              |  |
|          | Eugenio Morales Mireles         | XLII                                           | 1 de septiembre de 1952 - 31 de agosto de 1955      |                                      |  |
|          | José González Montemayor        | XLIII                                          | 1 de septiembre de 1955 - 31 de agosto de 1958      |                                      |  |
|          | Aarón S. Villarreal Villarreal  | XLIV                                           | 1 de septiembre de 1958 - 31 de agosto de 1961      |                                      |  |
|          | Virgilio Cárdenas García        | XLV                                            | 1 de septiembre de 1961 - 31 de agosto de 1964      | Partido Revolucionario Institucional |  |
|          | Guillermo Ochoa Rodríguez       | XLVI                                           | 1 de septiembre de 1964 - 31 de agosto de 1967      |                                      |  |
|          | Virgilio Cárdenas García        | XLVII                                          | 1 de septiembre de 1967 - 31 de agosto de 1970      | Partido Revolucionario Institucional |  |
|          | Pedro Becerra Chávez            | XLVIII                                         | 1 de septiembre de 1970 - 31 de agosto de 1973      |                                      |  |
|          | Gerardo Cavazos Cortés          | XLIX                                           | 1 de septiembre de 1973 - 31 de agosto de 1976      | Partido Revolucionario Institucional |  |
|          | Raúl Caballero Escamilla        | L                                              | 1 de septiembre de 1976 - 31 de agosto de 1979      | Partido Revolucionario Institucional |  |
|          | Luis Medina Peña                | LI                                             | 1 de septiembre de 1979 - 31 de agosto de 1982      | Partido Revolucionario Institucional |  |
|          | Carlota Guadalupe Vargas Garza  | LII                                            | 1 de septiembre de 1982 - 31 de agosto de 1985      | Partido Revolucionario Institucional |  |
|          | Jesús Ricardo Canavati Tafich   | LIII                                           | 1 de septiembre de 1985 - 31 de agosto de 1988      | Partido Revolucionario Institucional |  |
|          | Felipe Onofre Zambrano Páez     | LIV                                            | 1 de septiembre de 1988 - 31 de agosto de 1991      | Partido Revolucionario Institucional |  |
|          | Óscar Federico Herrera Hosking  | LV                                             | 1 de septiembre de 1991 - 31 de agosto de 1994      | Partido Revolucionario Institucional |  |
|          | Carlota Guadalupe Vargas Garza  | LVI                                            | 1 de septiembre de 1994 - 31 de agosto de 1997      | Partido Revolucionario Institucional |  |
|          | Baldemar Tudón Martírez         | LVII                                           | 1 de septiembre de 1997 - 31 de agosto de 2000      | Partido Acción Nacional              |  |
|          | Abel Guerra Garza               | LVIII                                          | 1 de septiembre de 2000 - 31 de agosto de 2003      | Partido Revolucionario Institucional |  |
|          | Eduardo Alonso Bailey Elizondo  | LIX                                            | 1 de septiembre de 2003 - 31 de agosto de 2006      | Partido Revolucionario Institucional |  |
|          | José Luis Murillo Torres        | LX                                             | 1 de septiembre de 2006 - 31 de agosto de 2009      | Partido Acción Nacional              |  |
|          | Eduardo Alonso Bailey Elizondo  | LXI                                            | 1 de septiembre de 2009 - 31 de agosto de 2012      | Partido Revolucionario Institucional |  |
|          | Abel Guerra Garza               | LXII                                           | 1 de septiembre de 2012 - 30 de noviembre de 2015   | Partido Revolucionario Institucional |  |
|          | Juana Aurora Cavazos Cavazos    | LXIII                                          | 1 de septiembre de 2015 - 30 de noviembre de 2018   | Partido Revolucionario Institucional |  |
|          | José Luis García Duque          | LXIV                                           | 1 de septiembre de 2018 - 30 de noviembre de 2021   | Partido Encuentro Social             |  |
|          | Wendy Maricela Cordero González | LXV                                            | 30 de noviembre de 2021 - En el cargo               | Partido Acción Nacional              |  |

## Resultados electorales recientes

### Diputado federal
|  | 27.51 % |

|  | 22.08 % |

|  | 18.65 % |

|  | 9.65 % |

|  | 8.71 % |

|  | 4.62 % |

|  | 2.84 % |

|  | 2.24 % |

|  | 0.84 % |

|  | 2.86 % |

|  | 100.0 % |

### Presidente de la República
|  | 39.14 % |

|  | 26.08 % |

|  | 18.59 % |

|  | 14.09 % |

|  | 2.10 % |

|  | 100.0 % |

### Senadores de la República
|  | 24.63 % |

|  | 24.25 % |

|  | 19.35 % |

|  | 15.70 % |

|  | 6.46 % |

|  | 4.33 % |

|  | 1.83 % |

|  | 0.74 % |

|  | 2.72 % |

|  | 100.0 % |